# Ковалівська сільська рада (Монастириський район)
Ковалі́вська сільська́ ра́да — адміністративно-територіальна одиниця та орган місцевого самоврядування в Монастириському районі Тернопільської області. Адміністративний центр — село Ковалівка.

## Загальні відомості
- Територія ради: 4,379 км²
- Населення ради: 1 217 осіб (станом на 2001 рік)
- Територією ради протікає річка Добровідка

## Населені пункти
Сільській раді були підпорядковані населені пункти:
- с. Ковалівка

## Склад ради
Рада складалася з 20 депутатів та голови.
- Голова ради: Слюсарчин Володимир Станіславович
- Секретар ради: Барна Галина Володимирівна

### Керівний склад попередніх скликань
| Прізвище, ім'я, по батькові       | Основні відомості                                                               | Дата обрання | Дата звільнення |
| --------------------------------- | ------------------------------------------------------------------------------- | ------------ | --------------- |
| Бражко Віталій Петрович           | Сільський голова, 1971 року народження, член Народної партії                    | 26.03.2006   | 31.10.2010      |
| Слюсарчин Володимир Станіславович | Сільський голова, 1957 року народження, освіта середня спеціальна, безпартійний | 31.10.2010   |                 |

Примітка: таблиця складена за даними сайту Верховної Ради України

### Депутати
За результатами місцевих виборів 2010 року депутатами ради стали:

#### За суб'єктами висування
| Суб'єкт висування | Кількість обраних депутатів | %   |
| ----------------- | --------------------------- | --- |
| Самовисування     | 20                          | 100 |

#### За округами
| № округу | Прізвище, ім'я, по батькові    | Дата визнання обраним | Освіта           | Партійна приналежність | Відомості про обраного депутата                                                            |
| -------- | ------------------------------ | --------------------- | ---------------- | ---------------------- | ------------------------------------------------------------------------------------------ |
| 1        | Савіцький Віктор Ігорович      | 03.11.2010            | вища             | позапартійний          | тимчасово не працює                                                                        |
| 2        | Головацький Віталій Ігорович   | 03.11.2010            | вища             | позапартійний          | тимчасово не працює                                                                        |
| 3        | Гудій Борис Михайлович         | 03.11.2010            | середня          | позапартійний          | тимчасово не працює                                                                        |
| 4        | Таровський Валерій Михайлович  | 03.11.2010            | вища             | позапартійний          | тимчасово не працює                                                                        |
| 5        | Барна Галина Володимирівна     | 03.11.2010            | вища             | позапартійна           | Ковалівська сільська рада, секретар                                                        |
| 6        | Медведик Володимир Петрович    | 03.11.2010            | середня          | позапартійний          | тимчасово не працює                                                                        |
| 7        | Піх Андрій Михайлович          | 03.11.2010            | вища             | позапартійний          | студент                                                                                    |
| 8        | Ванюсів Михайло Павлович       | 03.11.2010            | середня          | позапартійний          | ДП «Ковалівський спиртовий завод», кочегар                                                 |
| 9        | Дронь Володимир Михайлович     | 03.11.2010            | незакінчена вища | позапартійний          | студент                                                                                    |
| 10       | Барна Віталій Васильович       | 03.11.2010            | вища             | позапартійний          | тимчасово не працює                                                                        |
| 11       | Савка Василь Степанович        | 03.11.2010            | середня          | позапартійний          | приватний підприємець                                                                      |
| 12       | Сторожко Володимир Михайлович  | 03.11.2010            | середня          | позапартійний          | тимчасово не працює                                                                        |
| 13       | Тимура Вадим Володимирович     | 03.11.2010            | вища             | позапартійний          | Управління праці та соціального захисту населення РДА, начальник відділу соціальних виплат |
| 14       | Шуя Микола Іванович            | 03.11.2010            | вища             | позапартійний          | студент                                                                                    |
| 15       | Дзюбінський Петро Степанович   | 03.11.2010            | середня          | позапартійний          | тимчасово не працює                                                                        |
| 16       | Дзюбінська Лілія Петрівна      | 03.11.2010            | вища             | позапартійна           | тимчасово не працює                                                                        |
| 17       | Питлюк Володимир Васильович    | 03.11.2010            | вища             | позапартійний          | ПАТ «Коржівський СГДК», бухгалтер                                                          |
| 18       | Ковальчук Володимир Михайлович | 03.11.2010            | середня          | позапартійний          | тимчасово не працює                                                                        |
| 19       | Бабак Григорій Михайлович      | 03.11.2010            | середня          | позапартійний          | тимчасово не працює                                                                        |
| 20       | Барновська Стефанія Михайлівна | 03.11.2010            | вища             | позапартійна           | приватний підприємець                                                                      |